# Sideroxylon inerme
Espèce
Classification phylogénétique
Sideroxylon inerme L. est une espèce de plantes à fleurs de la famille des Sapotaceae. C'est un arbre côtier endémique à l'Afrique méridionale, au bois extrêmement dur et résistant comme tous les Sideroxylon. Le genre comprend trois sous-espèces. L'une d'elles, Sideroxylon inerme inerme, est la seule espèce de Sideroxylon existant en Afrique du Sud où il est protégé et où trois spécimens ont été déclarées patrimoine provincial (en).
La liste rouge de l'UICN pour les espèces menacées le classe comme courant un moindre risque mais proche d'être menacé – probablement en raison de Sideroxylon inerme inerme, restreint aux régions côtières d'Afrique du Sud.
Sideroxylon inerme présente un feuillage dense, des baies noires et de nombreuses petites fleurs blanches.

## Description

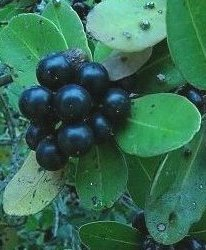
Baies.

Sideroxylon inerme est un arbuste ou un petit arbre (selon les espèces) sempervirent, étalé, très branchu, atteignant 15 m de haut,, ayant souvent une apparence noueuse, avec un latex laiteux peu abondant.
Le tronc est généralement de 600 mm de diamètre, épais et tortu, avec les premières branches commençant bas. Le canopée est large, dense, et de forme arrondie.
L'écorce peut être grise, brune ou noire,. Lisse sur les individus jeunes, elle se fissure avec l'âge et s'écaille en blocs distincts, rectangulaires.
Les jeunes branches sont couvertes de poils fins et doux,, gris à roux ; les branches âgées sont glabres.

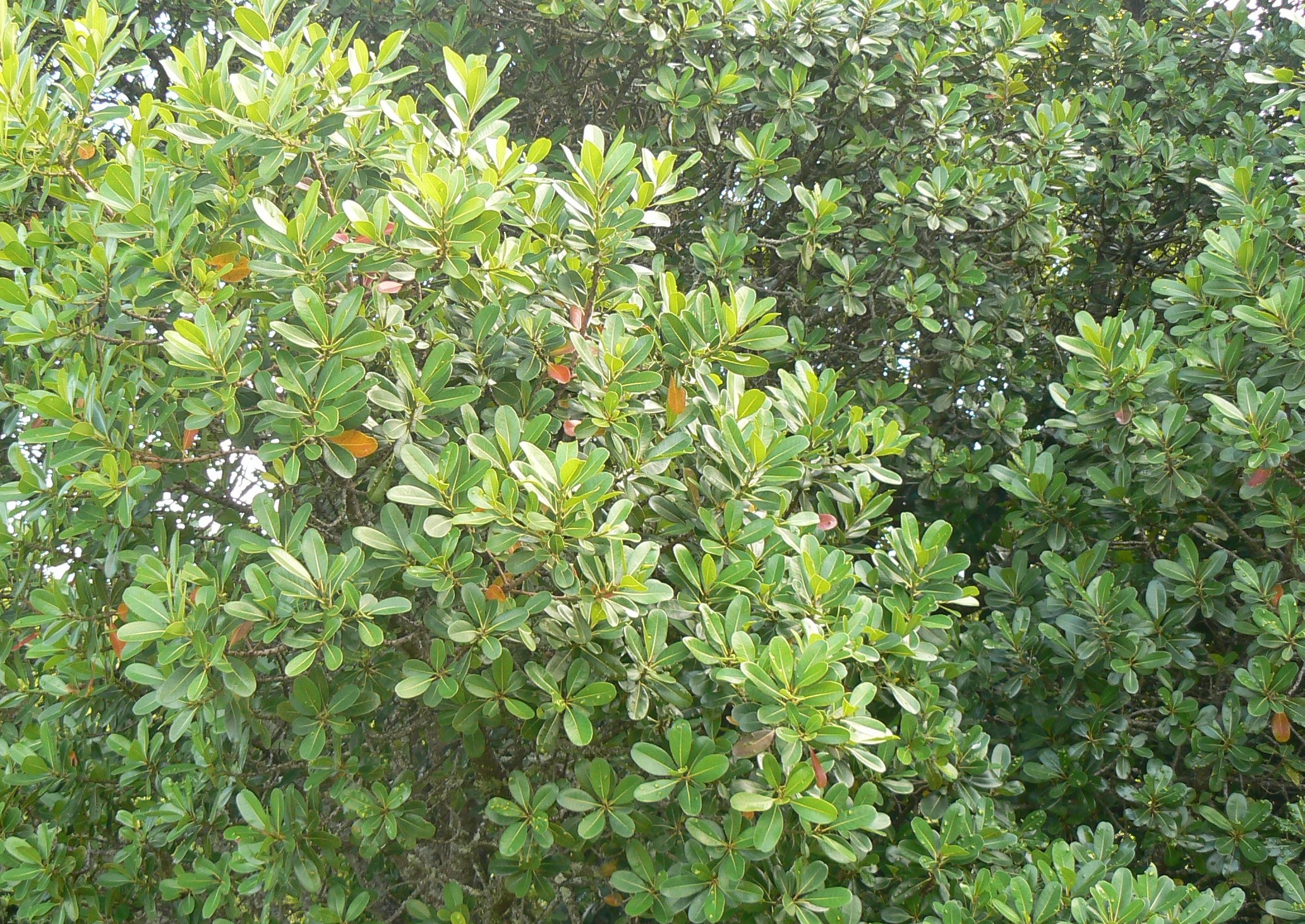
Détail du feuillage.

Les feuilles sont disposées en spirale ou moins souvent opposées, simples et entières.
Les jeunes feuilles sont, comme les jeunes branches, couvertes de poils fins et doux,.
Il n'y a pas de stipules. Les pétioles, de 0,5 à 2 cm de longueur, sont couverts de poils roux lorsqu'ils sont jeunes puis deviennent glabres par la suite.
Elles sont alors vert foncé sur le dessus et plus mates en dessous, et contiennent un latex laiteux. Leur nervure centrale, jaune pâle, est très visible.
Les limbes foliaires sont de forme elliptique à obovale, de (1,5 - 2) à (6 – 7,5) × (3 - 4) à (12 - 15) cm, avec une base étroitement cunéiforme. Leur apex est obtus à arrondi ou émarginé, épais et coriace, souvent avec des poils roux disparaissant avec l’âge, pennatinervé avec des nervures latérales peu distinctes.
L'arbre fleurit en été et automne (octobre à avril, ou janvier–juillet en Afrique australe), se couvrant de petites fleurs blanc-vert à l'odeur forte et parfois déplaisante.
L'Inflorescence se présente en fascicules denses à l’aisselle des feuilles. Les fleurs sont généralement bisexuées, régulières, 5-mères, avec une odeur désagréable.
Leurs pédicelles font jusqu’à 7 mm de longueur et sont couverts de poils courts. Les sépales, allant jusqu’à 2,5 mm de long, sont largement ovales et sont soit légèrement poilus, soit glabres à l’extérieur selon les espèces. La corolle mesure jusqu’à 5 mm de diamètre ; elle est campanulée, blanchâtre, crème ou verdâtre, présentant un tube dont la longueur peut atteindre jusqu’à 1,5 mm, et des lobes ovales mesurant jusqu’à 2,5 mm de longueur.
Les étamines, opposées aux lobes de la corolle, vont jusqu’à 5 mm de longueur et alternent avec des staminodes pétaloïdes ovales à lancéolés de 1,5–3 mm de long.
L'ovaire est supère, globuleux, poilu, 5-loculaire. Le style peut mesurer jusqu’à 1,5 mm de long.
Le fruit est une baie sphérique de 6–15 mm de diamètre, avec un style persistant, noir pourpré à maturité, lisse, à la pulpe charnue et visqueuse s'apparentant à un latex laiteux. Il renferme une seule graine (la présence de une à trois graines est aussi mentionnée). Les graines sont globuleuses, de 5 à 9 mm de diamètre, au tégument épais et ligneux, de couleur crème ou brune, luisantes, avec 5 arêtes longitudinales et 2 à 4 petits creux près de la cicatrice basale. Il croît entre les feuilles, sur des pétioles très courts, proches des branches, souvent en groupes mais parfois individuellement. La fructification apparaît de la fin été au printemps (février à septembre, ou juillet–janvier).
Le bois est brun jaunâtre avec un fin grain. Il est lourd (densité de 1 040 kg/m3 à 10 % de degré d’humidité), dur, résistant et durable, même en conditions humides.
Sideroxylon inerme peut devenir très vieux : l’arbre connu sous le nom d’ “arbre de la Poste” (“Post Office tree”) à Mossel Bay (Afrique du Sud) est âgé de plus de 500 ans.
Nombre de chromosomes : 2n = 44.

## Reproduction
Sideroxylon inerme se multiplie aisément par ses graines, dont la germination prend 4 à 6 semaines. Elles préfèrent être semées en été, dans un terreau légèrement sableux, bien humidifié et conservé dans un endroit chaud. La multiplication végétative par boutures est également possible, mais il ne faut utiliser que des pousses latérales semi-matures. Les boutures s’enracinent normalement en 6 à 8 semaines, de préférence dans un milieu humide et légèrement chauffé ; elles sont ensuite conservées telles quelles à l'extérieur pendant deux semaines, puis rempotées dans un sol bien drainé.
En milieu naturel, la dispersion des graines est effectuée par les oiseaux.

## Écologie, distribution
Sideroxylon inerme pousse jusqu'à 700 m d'altitude, dans des régions à pluviométrie annuelle moyenne de 300–1 500 mm, et il tolère l’ombre et le vent. Par contre, le vent marin direct peut considérablement l'endommager en le “brûlant” avec le sel qu'il véhicule ; les plantations sur la côte profitent avantageusement d'un coupe-vent de quelque sorte contre les vents marins. Il peut supporter des périodes de froid.
Sideroxylon inerme est réparti le long de la côte orientale d’Afrique, depuis la Somalie jusqu’à l’Afrique du Sud, ainsi que sur l’île d’Aldabra (Seychelles) et à Mayotte ; on le rencontre sporadiquement plus à l’intérieur.
Il est essentiellement un arbre des forêts claires côtières et de la forêt littorale, et est une composante commune des fourrés des rivages. Il est commun dans les forêts de dunes (qui, elles, ne sont pas si communes), apparaissant presque toujours dans les couverts boisés des littoraux, à la limite des hautes eaux. On le trouve aussi à la limite intérieure des mangroves. On le rencontre également plus avant à l'intérieur des terres au Zimbabwe et Gauteng. On le trouve parfois plus loin dans l’intérieur le long de cours d’eau et dans les forêts ouvertes, jusqu’à 1 500 m d’altitude. Il a la particularité de souvent croître sur des termitières.

## Nomenclature et systématique

### Noms vernaculaires, étymologie
(pour les trois sous-espèces confondues)
White milkwood (En) ;
- Mkoko bara, mgongonga, mtunda wa ngombe, mchocha mwitu[3] (Sw) ;
- Witmelk, melkhout[4], witmelkhout, melkhoutboom, melkbessie[2] (Afrikaans) ;
- UmNweba[4], emaSelitfole[5] (Siswati) ;
- Ximafana[4] (Tsongo) ;
- Mutaladzi-vhufa[4] (Venda) ;
- aMasethole[2], umQwashu[2],[4] (Xhosa) ;
- amaSethole[4], aMasethole-amhlope[2], uMakhwelafingqane[4], uMakhwela-fingqane[2] (Zulu).

Le Sideroxylon inerme a aussi été appelé Myrsine querimbensis Klotzsch.
Le nom du genre dérive du grec sideros signifiant “fer”, et xulon signifiant “bois”, en référence à son bois très dur, ; inerme signifie en latin “sans défense, non-armé” - allusion à l'absence d'épines sur cet arbre.

### Sous-espèces
À l’intérieur de Sideroxylon inerme on distingue trois sous-espèces :
- subsp. Sideroxylon inerme cryptophlebium (Baker) J.H.Hemsl., qui pousse sur l’île d’Aldabra (Seychelles) ;
- subsp. Sideroxylon inerme diospyroides (Baker) J.H.Hemsl., dont l’aire s’étend sur la Somalie, le Kenya, la Tanzanie, le Zimbabwe et le Mozambique ;
- subsp. Sideroxylon inerme inerme, au Mozambique et en Afrique du Sud[3].

## Statut de conservation
Sideroxylon inerme est largement répandu et n'est pas classé comme espèce en danger de disparition. Mais il est listé parmi les espèces protégées en Afrique du Sud, où aucun de ces arbres ne peut légalement être endommagé, changé de place ou abattu,.

## Aspects historiques

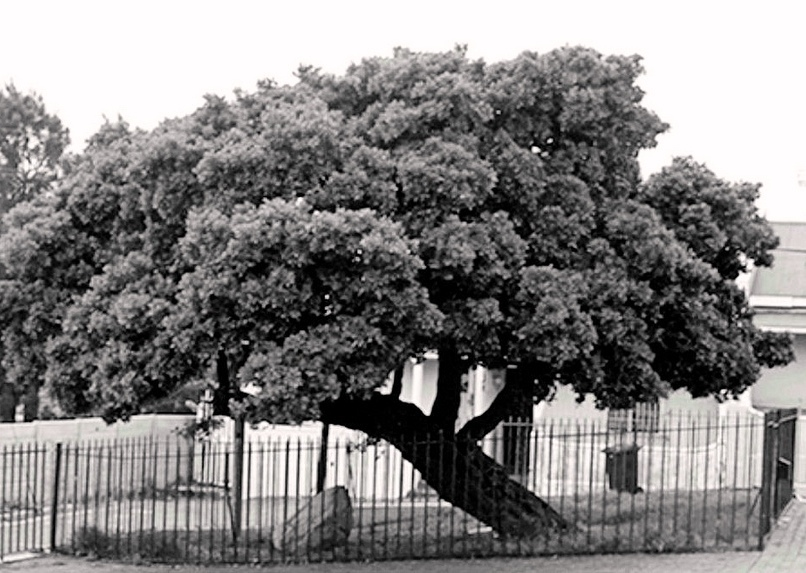
The "Treaty Tree" à Woodstock, Le Cap - en 1890.

Espèce protégée en Afrique du Sud, trois spécimens de Sideroxylon inerme y ont été déclarés Monuments Nationaux,.
L'un d'eux est à Mossel Bay et est appelé “l'Arbre à Poste” (“Post Office Tree”) : des soldats portugais attachèrent à son tronc en 1500 une chaussure contenant une lettre, décrivant le naufrage en mer du navire courant pour le célèbre Bartolomeu Dias. Cet arbre aurait 600 ans d'âge.
Un deuxième spécimen est “l'arbre du traité” (“Treaty Tree”) à Woodstock dans la ville du Cap. À côté de cet arbre se dresse une petite maison, où le commandant des défenses locales abandonna la ville aux Anglais en 1806.
Le troisième spécimen est près de Paddie dans la province du Cap-Oriental. Il est appelé “Fingo Milkwood Tree”, “l'arbre Fingo” : c'est sous ses branches que le peuple Fingo affirma sa loyauté à Dieu et au roi d'Angleterre après que Sir Benjamin d'Urban et ses soldats les conduisirent en lieu sûr le long du fleuve Grand Kei (Ciskei) alorsqu'ils étaient poursuivis par le chef Hintza et ses guerriers Xhosa.

## Usages

### Nourriture
Colius striatus mangent les fleurs. Oiseaux, chauve-souris, singes et potamochères mangent les fruits.
Les fruits sont parfois consommés.

### Combustible
Il est utilisé comme bois de feu et pour le charbon de bois.

### Construction, manufacture
Le bois de Sideroxylon inerme a été utilisé pour confectionner des poteaux et des cuillers, pour la construction d’habitations, la construction navale, la construction de ponts et la fabrication de moulins. Du fait des faibles dimensions de l’arbre et du statut de conservation incertain de l’espèce, on ne peut s’attendre à voir son importance s’accroître comme source de bois d’œuvre

### Médecine
En médecine traditionnelle africaine, on mélange les racines pilées et torréfiées avec de l’huile de graines de Trichilia emetica Vahl, et on en frotte des incisions faites sur les membres fracturés.
Une décoction de racine, administrée en lavement, est un diaphorétique.
La racine séchée réduite en poudre est absorbée pour traiter la conjonctivite et la toux.
On boit une infusion d’écorce contre les cauchemars.
Une décoction d’écorce sert à traiter l’anaplasmose chez les animaux.

### Prévention des feux sauvages
Sideroxylon inerme ne prend pas facilement feu. Dans le magazine Veld & Flora de juin 2006, Andrea Durrheim décrit dans une 'Lettre à l'éditeur' comment une rangée de Sideroxylon inerme a arrêté net un feu derrière sa maison. On pourrait donc en faire des plantations coupe-feu.